# Estação Iglesia
Iglesia é uma estação da Linha 1 do Metro de Madrid (Espanha). Localizada na Glorieta del Pintor Sorolla (também conhecida como Plaza de Iglesia), que tem o nome do pintor Joaquín Sorolla (1863-1923), Fica no distrito de distrito de Chamberí.

## História

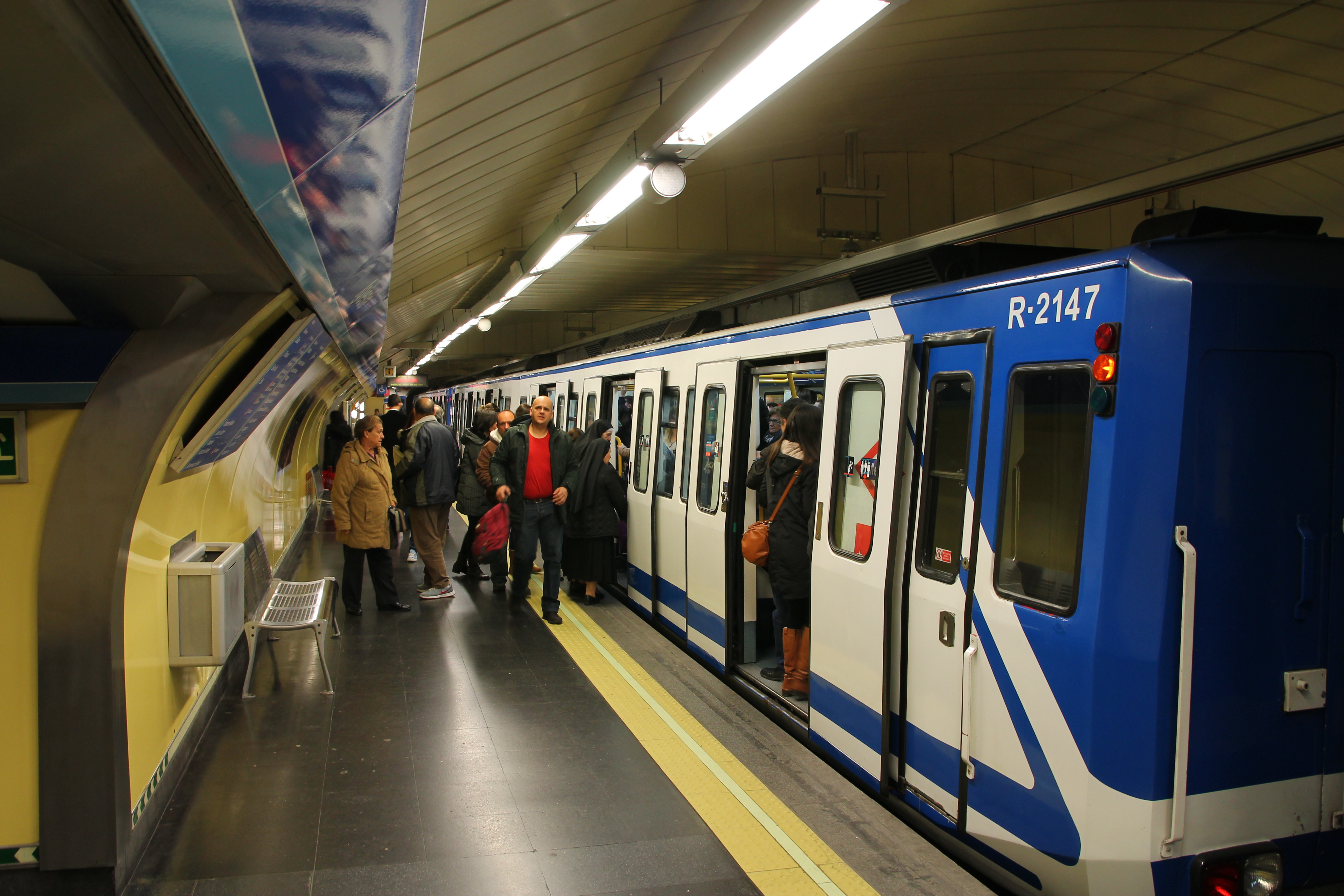
Estação Iglesia

A estação é uma das estações do primeiro trecho inaugurado em 17 de outubro de 1919 pelo rei Alfonso XIII entre a Estação Sol e Estação Cuatro Caminos, que faz parte da linha 1. O local passou por reformas em 2005 e 2006.

## Entradas
Acesso Martínez Campos
- General Martínez Campos Pº General Martínez Campos, 1
- Santa Engracia C/ Santa Engracia, 58
- Ascensor Pº General Martínez Campos, 1 (esquina C/ Santa Engracia, 58)

Acesso Sagunto
- Sagunto C/ Santa Engracia, 61

Acesso Eloy Gonzalo
- Eloy Gonzalo, pares C/ Eloy Gonzalo, 38
- Eloy Gonzalo, impares C/ Eloy Gonzalo, 35
- Ascensor Gta. Pintor Sorolla, 1 (semiesquina C/ Eloy Gonzalo y C/Santa Engracia)